# Leer, Sydsudan
Leer är en ort i Sydsudan, huvudort i länet med samma namn. Den ligger i delstaten Unity, i den centrala delen av landet, 400 kilometer norr om huvudstaden Juba.